# Heliga korsets upphöjelses kyrka
Heliga korsets upphöjelses kyrka, också kallad Ortodoxa kyrkan för det heliga korsets upphöjelse, (polska: Cerkiew Podwyższenia Krzyża Pańskiego) är en polsk-ortodox trä- och församlingskyrkobyggnad belägen i byn Narew i Podlasiens vojvodskap, i nordöstra Polen.
Kyrkan är helgad åt Det heliga korsets upphöjelse, är församlingskyrka för den lokala Heliga korsets upphöjelses ortodoxa församling och tillhör sedan 1960-talet Warszawas och Bielsks stift.

## Historia

### Tidigare kyrkor
1529 uppfördes det en östortodox kyrka i Narew, men den kyrkan vet man inte så mycket om.
1560 dök det upp uppgifter i ett register om att det fanns en rysk-ortodox kyrka i byn.

### Nuvarande kyrkan
1882 påbörjades byggandet av en den nuvarande kyrkan, som invigdes den 9 maj 1885. 1901 blev den en del av stiftet Grodno.
Den 12 april 1990 bröt en brand ut som förstörde hela kyrkan, där även en församlingsmedlem omkom efter att försökt rädda en inventarie.
Återuppbyggnaden av den förstörda kyrkan leddes av den dåvarande församlingsprästen Teodor Weremiejuk, och sedan från 1991 till 1994 av Basil Roshchenko. Alla församlingsbor deltog aktivt i återuppbyggnaden av kyrkan. Med gemensamma ansträngningar renoverades kyrkan, hela interiören, ikonostasen och ikonerna restaurerades.
Den 25 september 1994 invigdes den renoverade kyrkan.

## Bilder

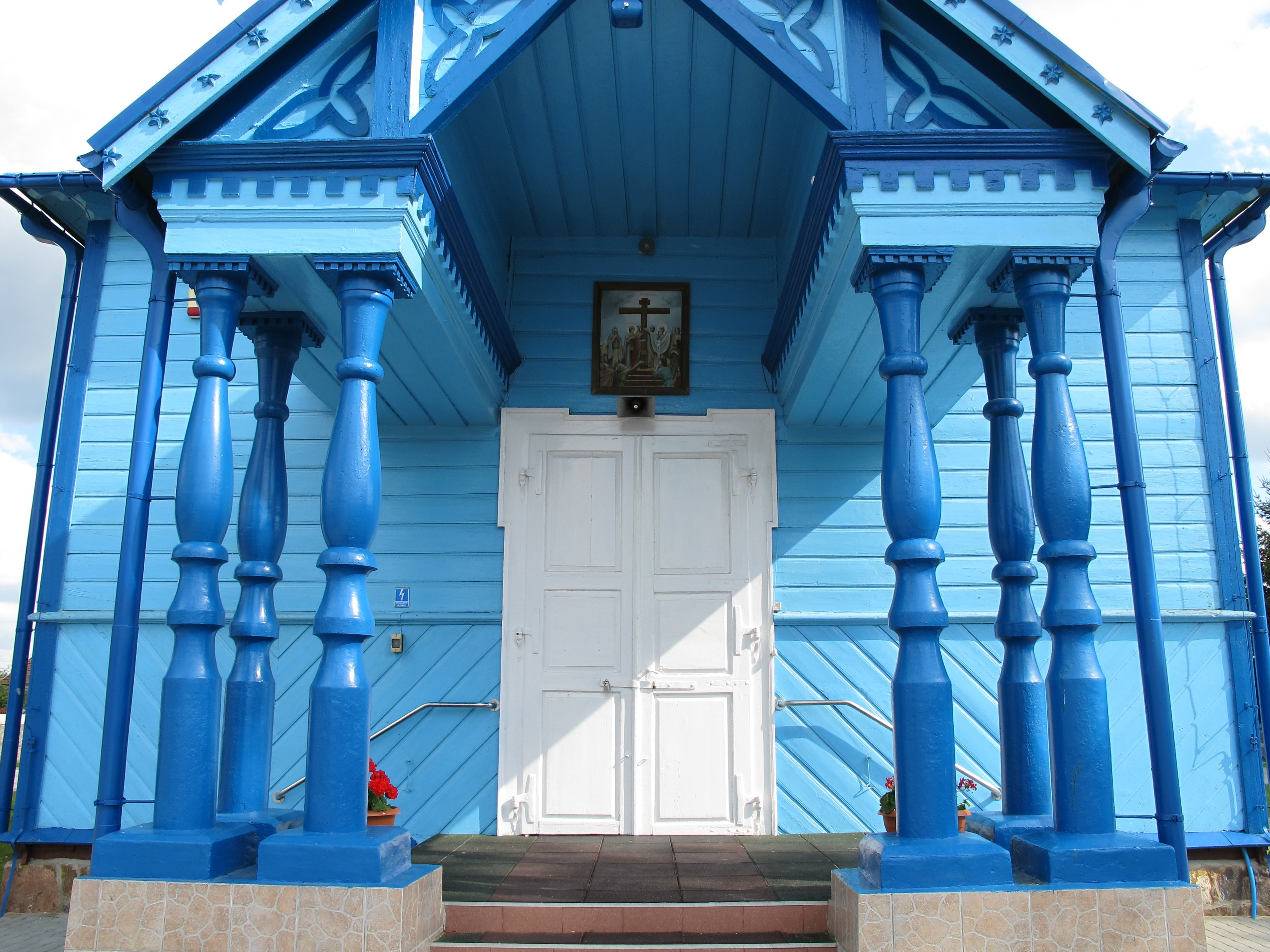
Ingången.
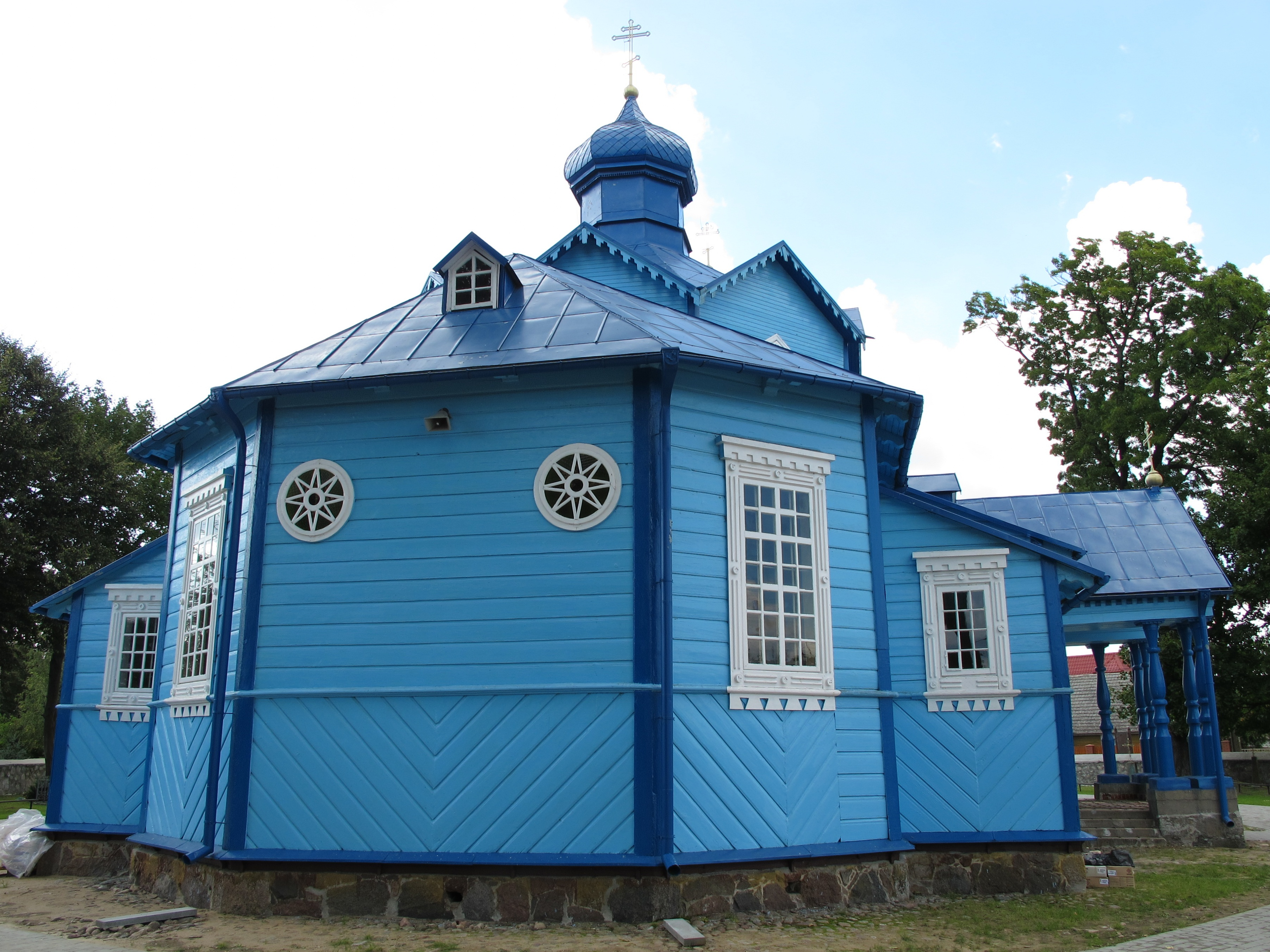
Baksidan.
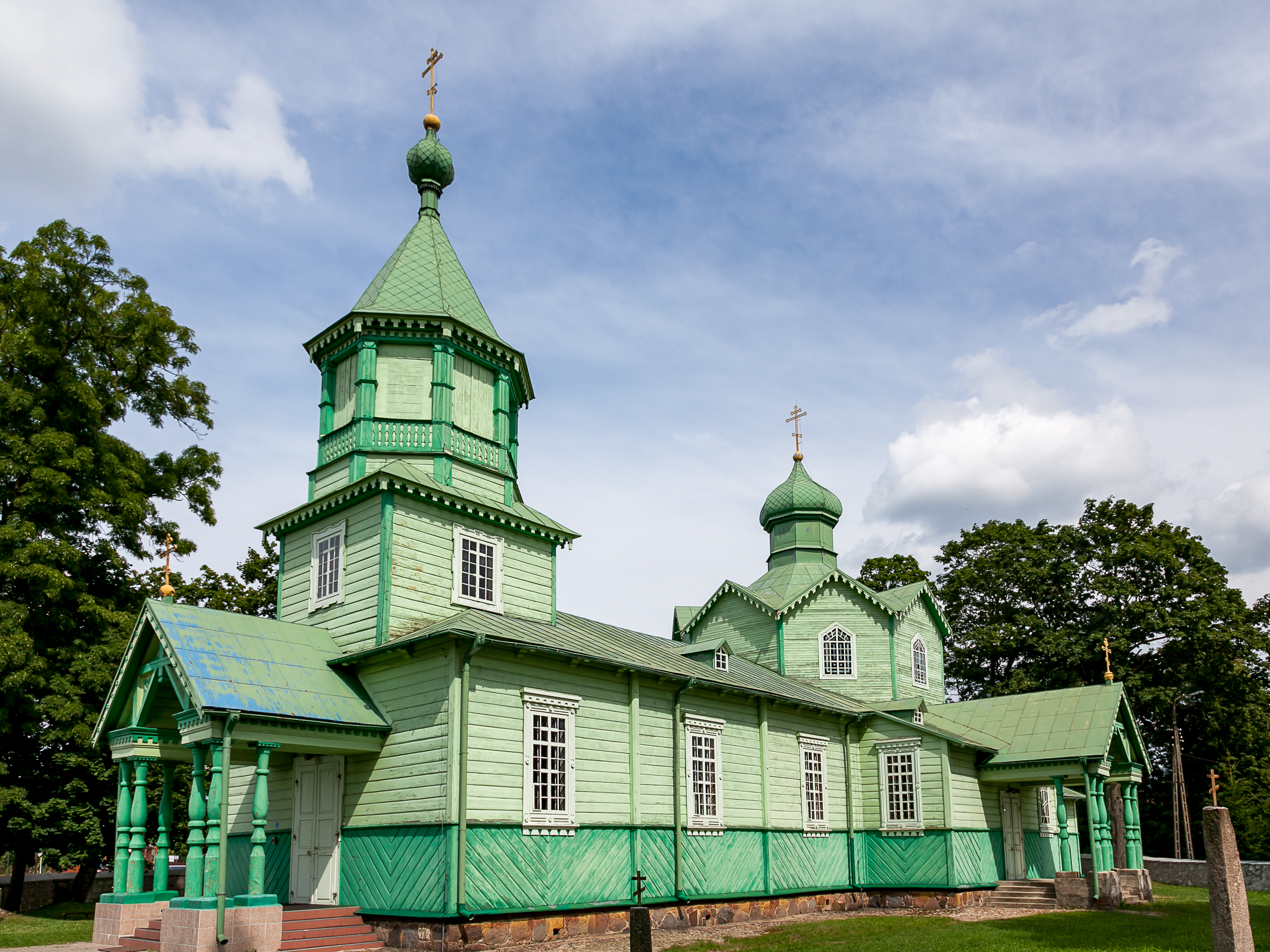
Kyrkan i grön färg (augusti 2012).